# Lambatee (Simpang Tiga)
Lambatee is een bestuurslaag in het regentschap Aceh Besar van de provincie Atjeh, Indonesië. Lambatee telt 230 inwoners (volkstelling 2010).